# トラヴェルサ (小惑星)
トラヴェルサ (5651 Traversa) は、小惑星帯に位置する小惑星である。エリック・エルストがオート＝プロヴァンス天文台で発見した。
天文台スタッフで発見者の友人でもあるジル・トラヴェルサに因んで名付けられた。